# Крило (часопис)
Крило - часопис за књижевност, језик, културу и изузетност је часопис који издаје Књижевна заједница Крагујевац. Први број изашао је јуна месеца 2018. године. Излази два пута годишње.
Промоција часописа је одржана 6. јуна 2018. године у Галерији Народне библиотеке „Вук Караџић“ у Крагујевцу, у присуству чланова редакције и аутора радова објављених у првом броју.

## Концепт часописа
Крило је први часопис у издању Књижевне заједнице Крагујевац. Покренули су га Удружење књижевника Србије и Књижевна заједница Крагујевац са идејом да се поред истакнутих српских књижевника афирмишу и млади аутори из Крагујевца, али и из других градова Србије. Основни циљ покретања часописа је подстицање културног стваралаштва у Крагујевцу и Србији.
Часопис прати културна, научна и спортска дешавања у граду, промовише младе и успешне људе у разним сферама друштва и објављује приказе нових дела аутора прозе, поезије, путописа, радова ликовних и музичких уметника.
У трећем броју од септембра 2019. часопис је покренуо рубрику под називом „Поетика ђачког доба” у коме се објављују радови приспели на књижевни конкурс који је спроведен у Основној школи „Ђура Јакшић“.

## Редакција часописа
Редакцију часописа чине Живота Пушкин Марковић, Александра Ђорђевић, Емилија Живојиновић, Драгица Милић.